# Edificio De Heug
L'edificio De Heug, noto anche come Pianos De Heug e Piano De Heug, è un edificio modernista costruito nel 1933 a Charleroi, in Belgio, su progetto dell'architetto belga Marcel Leborgne per il produttore di pianoforti De Heug. È stato utilizzato come sala vendite e auditorium. Quando l'azienda ha cessato di esistere, l'edificio è stato impiegato principalmente a scopo residenziale. Scongiurato il rischio di essere demolito, tra il 2015 e il 2020 l'edificio è stato restaurato.
Nell'edificio vi è un particolare uso di curve che enfatizzano l'aspetto verticale, come nel caso del vano scale cilindrico e dell'aspetto orizzontale nell'angolo arrotondato del tetto in vetro e nel balcone di ogni piano.

## Storia

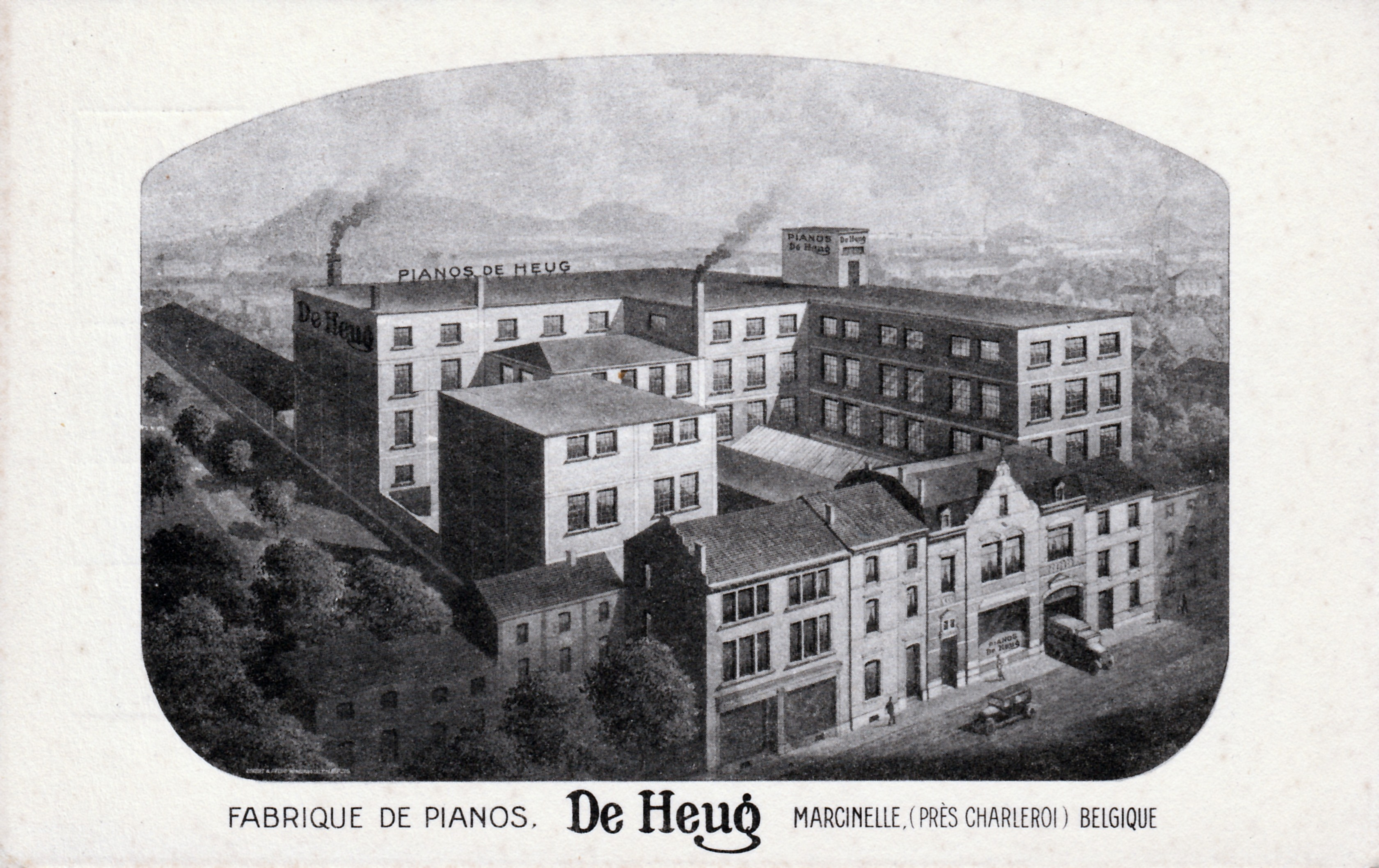
Cartolina pubblicitaria di presentazione della fabbrica De Heug a Marcinelle negli anni '30.

La società "De Heug" è stata fondata alla fine del XIX secolo a Marcinelle. Come produttore di pianoforti, ha goduto di una reputazione internazionale e nel contempo ha ricevuto numerosi riconoscimenti. La massima prosperità si ebbe negli anni Venti, quando aveva una sala vendite in Place de la Ville-Basse a Charleroi. Quando il fondatore morì nel 1932, l'azienda fu rilevata dai suoi tre figli, che decisero di costruire una nuova sala vendite nella stessa città.
L'edificio, situato all'angolo tra Quai Arthur Rimbaud e Rue du Bastion d'Egmont, sulle rive della Sambre, fu costruito tra il 1933 e il 1934 da Marcel Leborgne, probabilmente in collaborazione con il fratello Henri.
L'azienda andò rapidamente in declino in seguito alla crisi degli anni Trenta, poi alla Seconda Guerra Mondiale e infine al fatto che il pianoforte perse il suo posto nell'arredamento delle case borghesi.
Uno dei tre fratelli, Paul, continuò l'attività da solo. Il figlio Pierre gli succedette nel 1958. In seguito alla concorrenza degli strumenti elettrici, negli anni '60 divenne produttore di mobili da cucina. L'azienda ha definitivamente cessato le sue attività nel 1981.
A parte il duplex commerciale al piano terra, tutti i piani erano adibiti ad abitazioni. A quell'epoca, l'insegna "Pianos De Heug" fu sostituita da "Dolisy", il nome di un'agenzia doganale, nuovo occupante del piano terra.
Nel 1985, l'edificio è stato danneggiato da un attacco delle Cellule Comuniste Combattenti contro la filiale della Manufacturers Hanover Bank, un istituto finanziario allora situato al piano terra.
L'edificio è stato classificato nel 1995 nel patrimonio Vallone. Alla fine del 2002 il tetto di vetro curvo della facciata è stato restaurato dopo essere stato danneggiato da una tempesta.

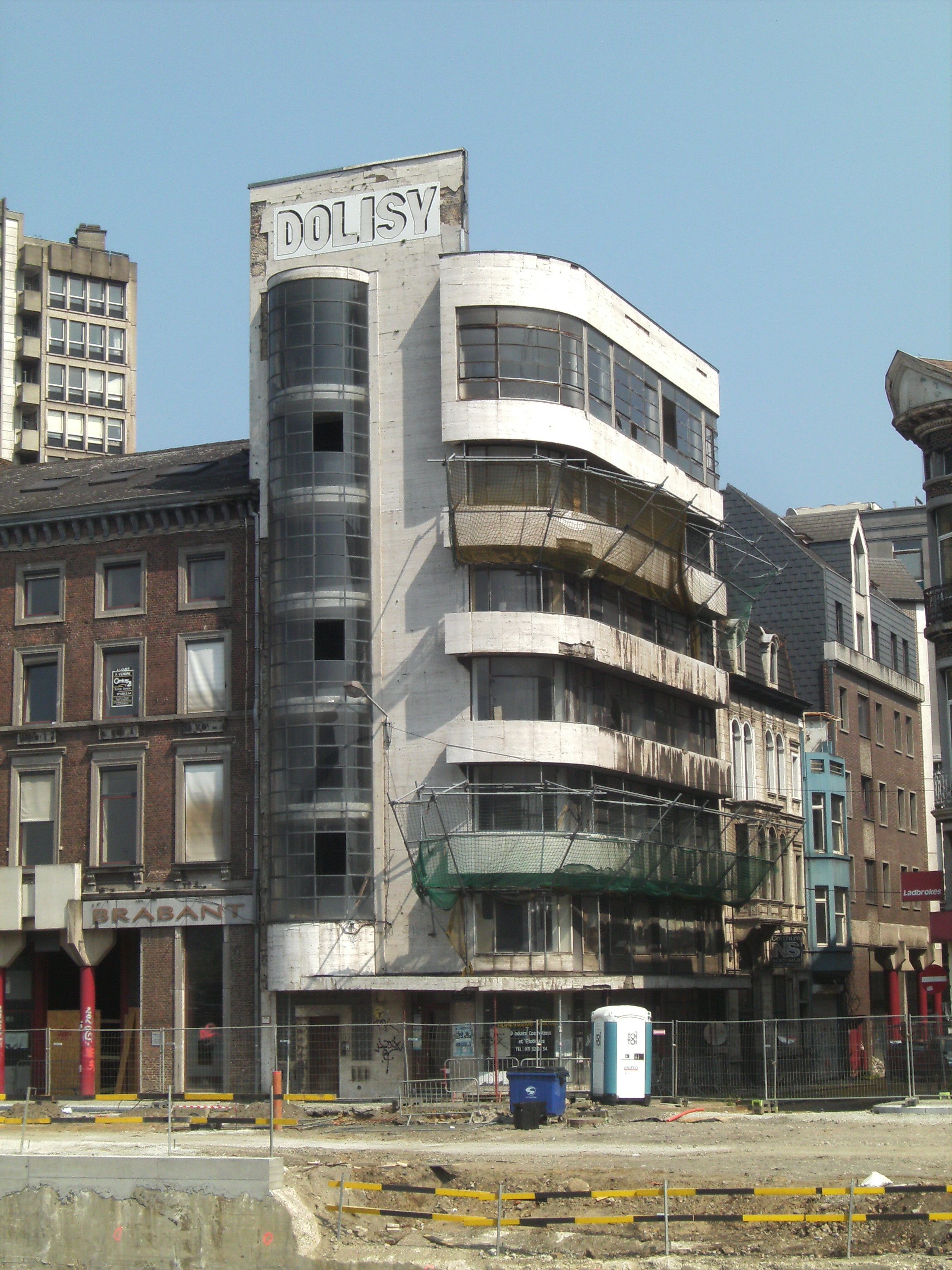
L'edificio nel luglio 2013.

Tuttavia, l'involucro esterno dell'edificio si è deteriorato al punto da richiedere l'installazione di puntellamenti e reti di sicurezza. I proprietari, informati dall'Istituto del patrimonio Vallone nel 2006, hanno accettato di restaurare la facciata.
L'edificio è stato acquistato all'inizio degli anni 2010 dalla società per azioni Saint-Lambert Promotion/Iret Development nell'ambito di un progetto per la creazione di un centro commerciale chiamato "Rive gauche". L'edificio De Heug era inizialmente destinato a diventare un ostello della gioventù, ma alla fine è stato dedicato ad ospitare uffici.
All'inizio del 2014, le sue condizioni si erano deteriorate a tal punto da compromettere l'integrità della struttura. Due perizie, una commissionata dal proprietario e l'altra dalla Regione Vallonia, indicavano che il restauro sarebbe stato eccessivamente costoso. Per un certo periodo si è addirittura ipotizzata una ricostruzione dell'edificio, conservando solo la tromba delle scale e l'ascensore originali. Questa soluzione è stata considerata dai sostenitori della protezione come un "pastiche dell'opera di Leborgne". Una mobilitazione di cittadini sostenuta da architetti e storici ha permesso di salvare l'edificio, portando alla decisione di effettuare un restauro.
Durante l'operazione di restauro sono stati preservati il più possibile gli elementi esistenti. Le finestre originali sono state rinnovate e dotate di doppi vetri. La tecnica originale è stata riprodotta per sostituire le lastre di cemento interne che erano state consumate dall'umidità. Gli accessi alle terrazze sono stati chiusi perché le ringhiere erano troppo basse rispetto agli attuali standard di sicurezza. Inoltre sono stati restaurati anche il cablaggio e il motore originali del vano ascensore, anch'essi elencati nella lista patrimoniale. Il restauro dell'involucro è stato completato nel 2018, mentre quello degli arredi interni nel 2020.

## Architettura
L'edificio è alto 19,80 metri, si sviluppa su 7 piani ed un tetto piatto. Si tratta di un esempio molto riuscito della maestria di Marcel Leborgne in fatto di curve.
Il programma iniziale prevedeva un piano terra ed un ingresso che formavano un duplex commerciale, tre piani di appartamenti, un piano di studi per insegnanti di pianoforte e l'ultimo piano adibito ad auditorium per il collaudo dei pianoforti. L'edificio ha una superficie totale di 860 m2, di cui un piano terra di 112 m2 con un mezzanino di 85 m2, cinque piani di 120 m2 e il sesto piano di 130 m2.
L'edificio è costruito in cemento con un rivestimento in marmo travertino. Durante la costruzione, le lastre di travertino per i balconi sono state posizionate prima del calcestruzzo. Erano tenuti in posizione da una cassaforma più leggera e fungevano da cassaforma incorporata nella massa. Sulla facciata, le lastre sono fissate con blocchi di cemento e fili di rame.
La disposizione interna richiede un vano scale sporgente verso l'esterno. Nell'agosto del 1933, l'architetto chiese al collegio comunale una sporgenza di 1,75 metri. Il Collegio degli Assessori e dei Borgomastri ha accettato una sporgenza massima di 1,50 metri a condizione che l'altezza libera sul marciapiede sia di 3 metri. Questa colonna in vetro e acciaio, estetica e funzionale, sottolinea l'aspetto verticale della banchina.
La facciata sulla strada adiacente ha un aspetto orizzontale dominante, accentuato dall'alternanza di superfici in travertino chiaro all'esterno dei balconi e dall'aspetto scuro delle finestre, accentuato dall'uso del marmo nero di Mazy sugli aggetti. La situazione d'angolo richiede che la luce provenga al massimo da questo lato. I lucernari sono stati progettati a questo scopo nelle stanze principali degli appartamenti.
Secondo Anne-Catherie Bioul e Chantal Mengeot, l'edificio ricorda l'estetica industriale sostenuta dal movimento Bauhaus, caratterizzata da semplicità e razionalità. Maurice Culot ritiene che l'edificio sia "in linea con le migliori realizzazioni del razionalismo italiano".